# ハイデルベルク中央駅
ハイデルベルク中央駅（ハイデルベルクちゅうおうえき、ドイツ語: Heidelberg Hauptbahnhof）は、2009年時点で1日約42,000人の乗客がある、ドイツ・バーデン＝ヴュルテンベルク州でも大きな鉄道駅である。ドイツの鉄道駅の分類で、7つあるカテゴリのうちの上から2番目にあたるカテゴリ2に分類されている。最初の駅は1840年にハイデルベルクの旧市街の近くに頭端式の駅として建設された。1862年に一部を改造して通過式の駅としたが、それに伴う都市問題と、拡張の困難さから、20世紀初頭におよそ1 km西に移転して新たな通過式の駅を建設する決定がなされた。2回の世界大戦によって計画は遅延し、ハイデルベルクの駅の移転完了には50年余りを要することになった。新しい駅は1955年に開業し、「ドイツ連邦鉄道でもっとも美しく、建築的に興味深い駅舎」とされた。1972年にバーデン＝ヴュルテンベルク州の特別重要文化財として登録された。

## 歴史

### 旧駅 1840年 - 1955年

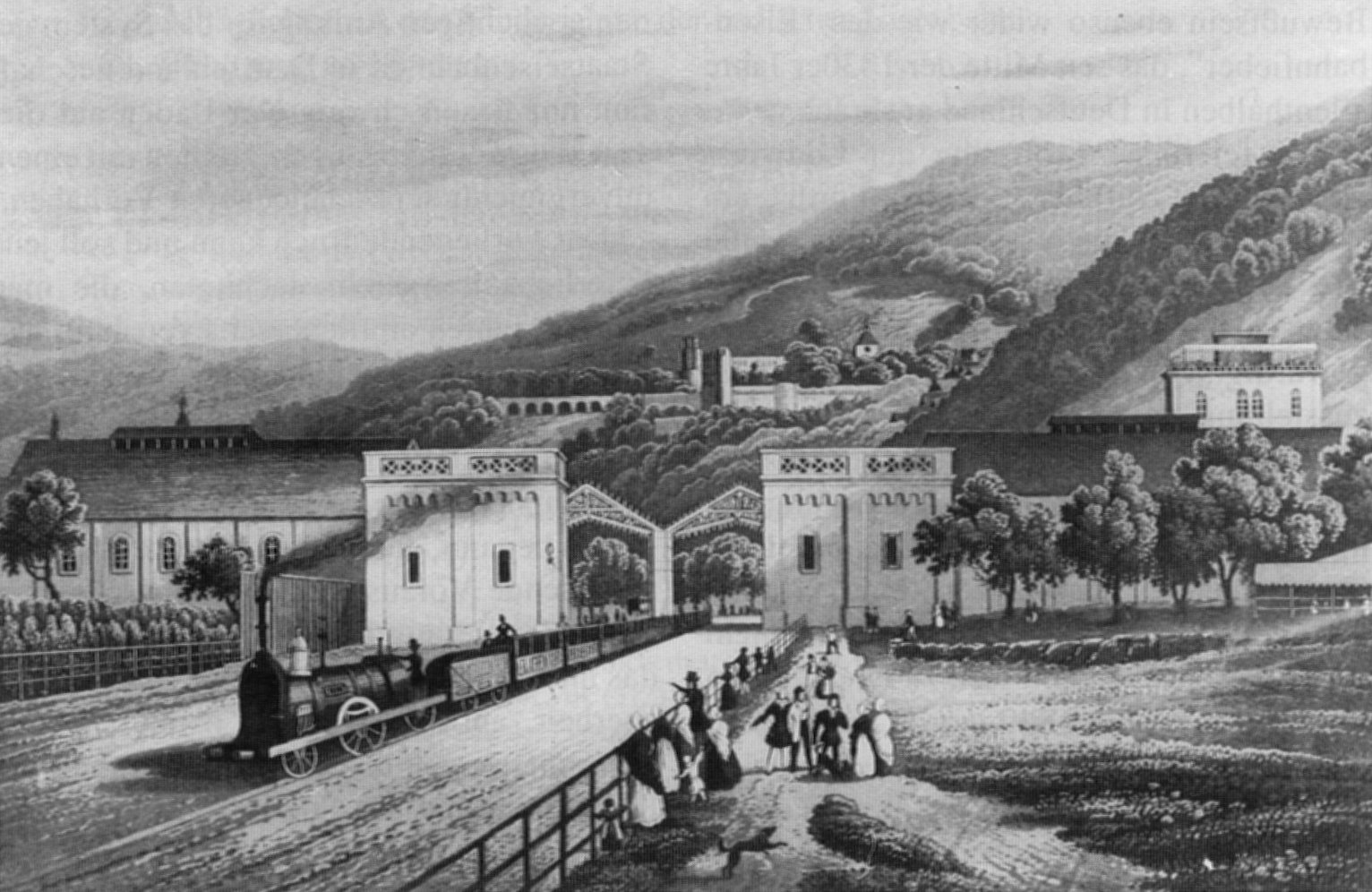
ハイデルベルクの旧駅を出発する列車、1840年

1840年9月12日に、マンハイムからのバーデン本線の最初の区間の終点として、ハイデルベルクに当初の頭端式の駅が開業した。頭端式の形態が選ばれたのは、駅をできるだけ町に近づけられるようにするためであった。駅はこんにちのポスト通りとバーンホーフ通りの間に位置し、駅前広場はローアバッハ通りに面していた。建築家のフリードリヒ・アイゼンローアが設計した駅は、装飾によってロマン主義を添えられた、いくつかのシンプルな新古典主義の建物で構成されていた。主な駅舎は市街地側に建てられており、赤いネッカー砂岩とスレートで作られた屋根が対照をなしていた。2径間のトレインシェッドが合計4線の番線を覆い、全長75 m、幅28 mで当時としては大変大きかった。このトレインシェッドは木造であった。大きな径間を実現するために、アイゼンローアは後に鋼製構造物に用いられるのと似たような構造を採用した。駅から線路が出ていくところは両脇に2つの塔が建てられており、高架水槽として利用されていた。駅構内には6か所の分岐器と15か所の転車台が設置されており、転車台では軽い車両を載せて手作業で回転させることができた。当初の時刻表によれば、1日に4本の列車がマンハイムへ運転されており、所要時間は35分から40分であった。
1843年にハイデルベルクからカールスルーエまでの路線が開通した。1846年にフランクフルト・アム・マインまでマイン-ネッカー鉄道が開通し、1848年には2番目の駅が「建築的に模範的な形態で」開設され、既存の駅の施設に統合された。この駅もアイゼンローアによって設計され、既存の駅施設に対しておおむね対称的な形で設計され、また将来的に北側へ拡張の余地があるように建設された。バーデン大公国邦有鉄道が1,600 mmの広軌であったのに対してマイン-ネッカー鉄道は標準軌で開通したため、バーデン大公国邦有鉄道が1855年4月に改軌するまでの間、駅の中央付近に設けられた貨物上屋においてすべての貨物を積み替えなければならなかった。2つの主な駅舎を連絡してアーケードが設けられており、その中央部分が駅への主要な入口として機能していた。これに加えて、2か所に三線軌条が分岐器を通って通じていた扇形庫と、トラバーサーによって通じていた車庫があった。駅では1854年から、大学の書店であるカール・シュミットの営業による駅構内書店があり、これはドイツでも初期のもので、100年後までその基本的な形態を保持していた。
1862年にオーデンヴァルト線が開通した際に駅は通過式の配線になり、またこの機会に南側へわずかに拡張された。1873年にはハイデルベルクはシュヴェツィンゲンからシュパイアーへの支線のターミナルともなった。1864年には駅の容量を救済するためにマンハイムへの路線とカールスルーエへの路線を結ぶ連絡線が使用を開始した。また1873年にはレーマー通りの西、マンハイムへの路線に沿って、新しい貨物駅と操車場が設置された。

### 駅の移転 1902年 - 1955年
20世紀初頭には、駅の周りにおいて、北側でベルクハイム、南側でこんにちのヴェストシュタットが開発され、鉄道施設の拡張を妨げることになった。1902年の時点で平日はハイデルベルクから340本の列車が運転されていた。1954年/1955年のダイヤでは、400本以上になっていた。駅の容量は限界に達していたため、重要な長距離列車はハイデルベルクを迂回するようになっていた。
同時に、駅は都市設計に影響を与えるようになっていた。1862年のオーデンヴァルト線建設以降、道路交通が増加してきて、こんにちのアデナウアー広場のところにあったローアバッハ通りとの踏切は特に交通の妨げとなっていた。1949年末の時点で、1日3 - 4時間は閉じるこの踏切を10,800台の車が通行していた。ここには歩行者用の地下道が1893年に開設されていた。ハイデルベルク市電の路線は踏切の両側で途切れており、市電の乗客は踏切を徒歩で横断しなければならなかった。この踏切が、駅の移転の大きな理由の一つとなった。
1873年には駅の移転の検討が行われていた。しかしこれは、駅近傍で営業していたホテル業者に反対された。1892年には木造の駅舎の1棟が火災で焼け落ちたが、野次馬の中には駅全体が焼けてしまえと思っていた人もいたであろう。1895年にマイン-ネッカー鉄道が国有化されたことで、1890年代の当初の計画を促進することになった。当初の町の側の希望は、駅を市街中心部にできるだけ近くするために、現在地で駅を高架化することであった。1901年にハイデルベルクの市民委員会は、現在地からおよそ1 km西に新しい通過式配線の駅を建設するというバーデン大公国邦有鉄道からの提案を承認した。1908年のバーデン大公国邦有鉄道による最初の設計では、20の番線を持った通過式配線の駅となっていた。また線路別運転が行われることになっていた。総建設費は4000万ドイツマルクと見積もられた。
1902年の起工式の後、全長約3 km、幅最大250 m、4 - 5 mの深さの掘割の中に旅客駅を建設する工事が開始された。掘り出された土砂は、操車場と貨物駅を高い位置に持ち上げる盛土のために利用された。旅客駅の南西側に位置していた操車場は、1914年3月に運用を開始した。1910年10月に、およそ15か月にわたる掘削工事を終えて全長約2,500 mのケーニヒシュトゥールトンネルが完成し、オーデンヴァルト線を新しい駅に接続した。第一次世界大戦の勃発に伴い工事は中断された。この時点で、オーデンヴァルト線の貨物列車はケーニヒシュトゥールトンネルを通って走行しており、ハイデルベルク市街地の踏切の問題を幾分緩和していた。
大戦後は、経済的な事情から当初は建設計画は中止されていた。1926年から、計画されていた駅とヴィープリンゲンの間に信号場と車両基地の建設が行われ、1928年に運用を開始した。1932年から1936年にかけて、ハイデルベルク・アルトシュタット駅（別名カールストーア駅）がケーニヒシュトゥールトンネルの東側入口付近に再建された。1933年には、見通しのつく限りの期間では、駅の建設計画続行に必要な資金を負担できないと鉄道管理当局が決定した。
ナチス・ドイツの時代には、1929年から1945年までハイデルベルク市長を務めたカール・ナインハウスが駅移転計画において重要人物となった。ナインハウスは都心部の包括的な再設計を行い、これには鉄道施設の一掃が必要であった。1936年に市議会は建築家のパウル・ボーナッツに設計を依頼し、2年後にはゲルマン・ベステルマイヤー、ハンス・フレーゼ、コンスタンティ・グートショウといった人物も参加することになった。1938年にナインハウスはアルベルト・シュペーアと連絡を取った。シュペーアの助けを得て、アドルフ・ヒトラーは1941年5月にハイデルベルクを「再設計都市」(Neugestaltungsstadt) に指定する命令に署名した。このようにして計画は促進され、第二次世界大戦が終結次第建設に取り掛かれるはずであった。1908年から1914年までと、1926年から1939年までの建設期間に、新しいハイデルベルク中央駅の設備のおよそ80パーセントができあがっていた。
計画は1943年に第二次世界大戦によって中断されたが、その中でフレーゼが着想したこととして、かつての駅の地区を貫いて新駅と都心部を結ぶ大通りがある。この道路は東側にハイデルベルク城を、西側に新しい駅の駅舎を望むことになる。駅舎は大通りに対して垂直に、そして線路に対しては斜めに建てられることになる。
第二次世界大戦中、駅はわずかな部分のみが被害を受けた。特に被害を受けたのは工場と貨物駅の部分であった。1947年から駅建設の継続に関して広く討論が行われた。戦争終結時点で、1952年時点での通貨価値に換算して7000万ドイツマルクの投資が必要とされる計画されていた設備のうち、80パーセントが完成していた。計画の見直しにより、番線の数は20から8に減らされ、これにより残りの建設費用が1200万ドイツマルクに削減された。バーデン＝ヴュルテンベルク州政府は250万ドイツマルクを借り入れてこの費用を負担した。1949年に発足したドイツ連邦鉄道（西ドイツ国鉄）にとって最初の大規模プロジェクトとして、工事再開の鍬入れが1950年9月12日に行われた。1914年以来ほとんど使われていなかった掘割は、計画されていた電化のための余地を確保するためにさらに50 cm掘り下げられた。

### 1955年の新駅

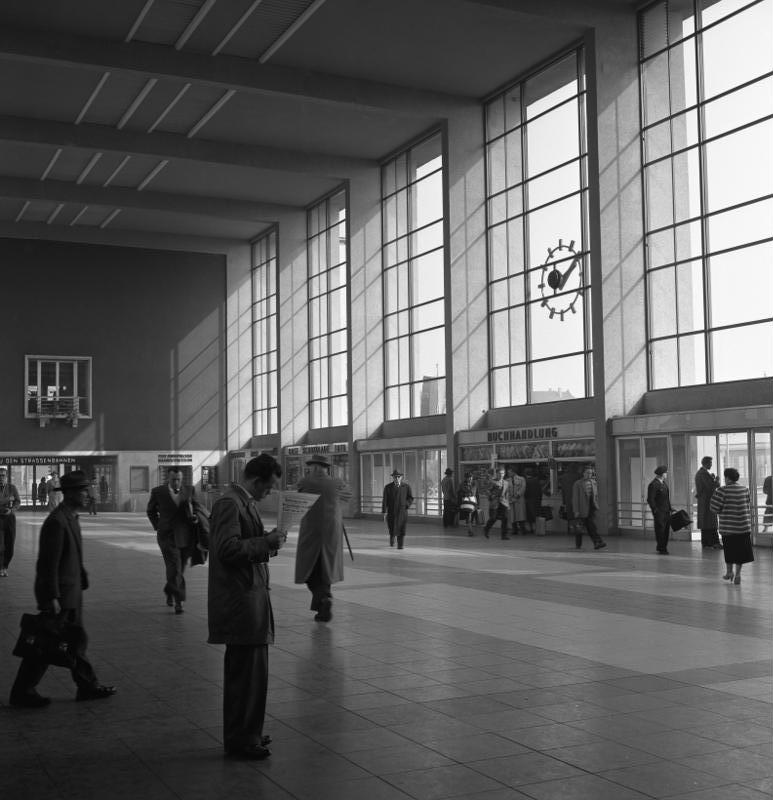
新駅のメインホール（1957年）

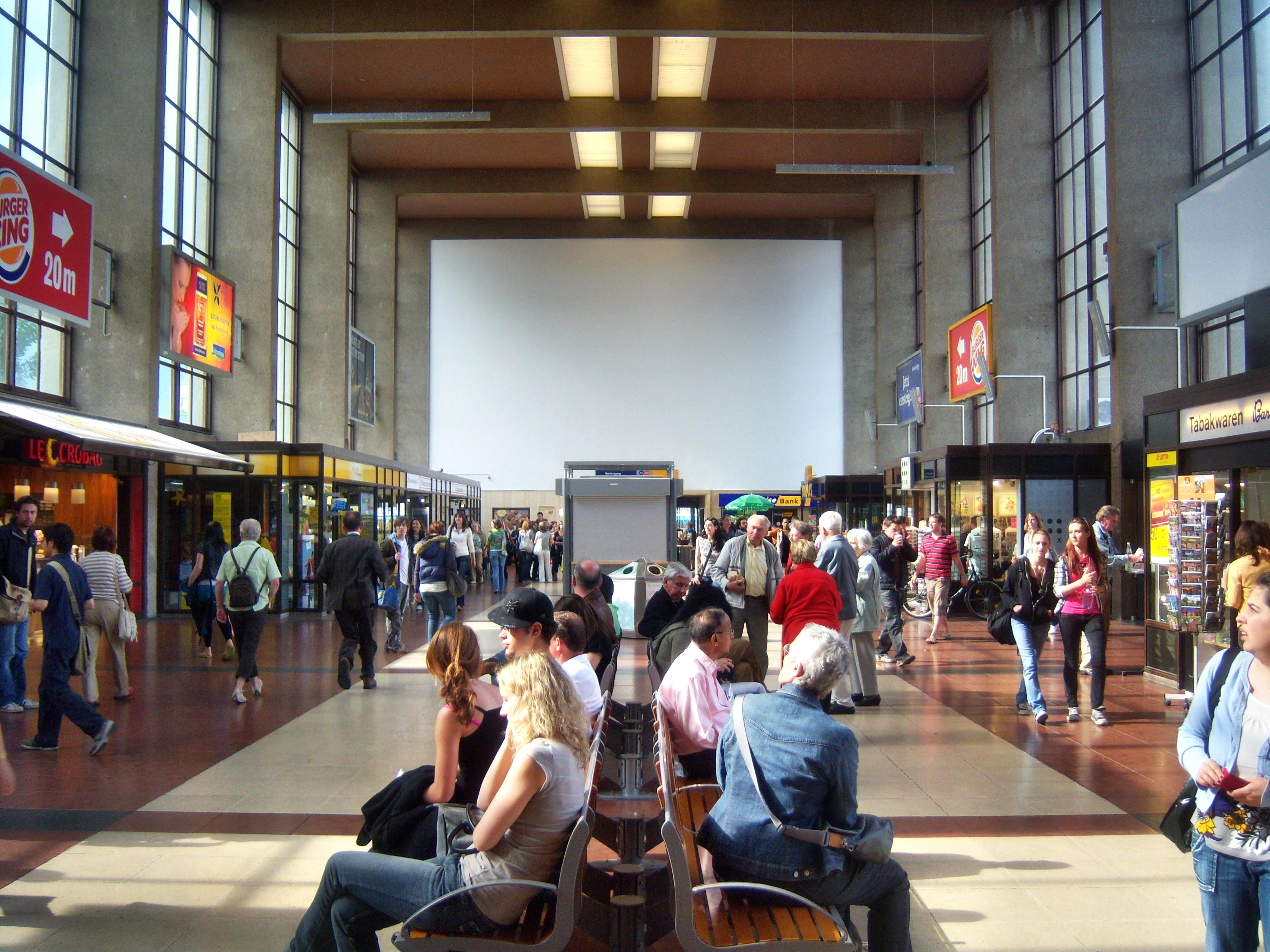
新駅のメインホール（2008年）

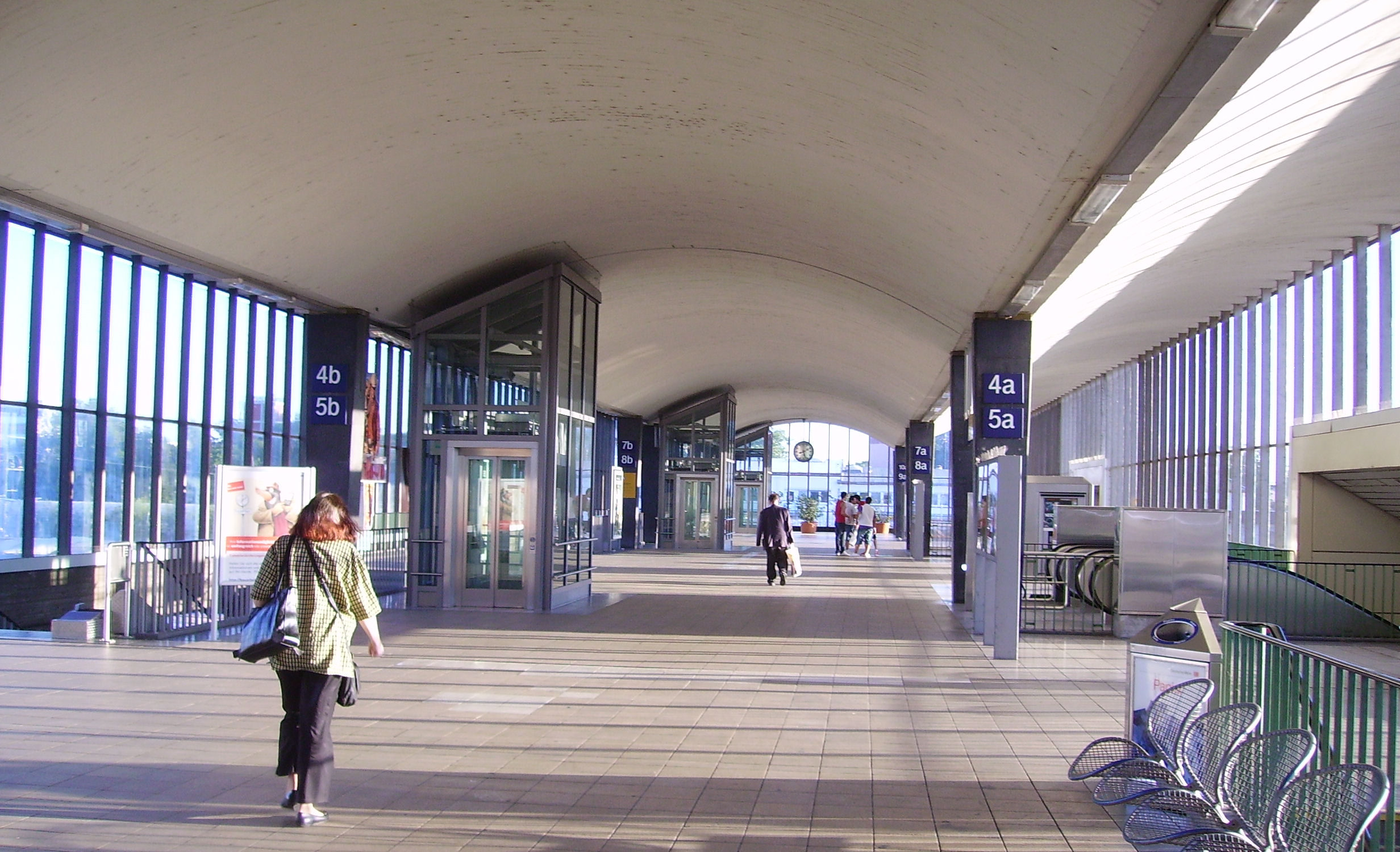
エスカレーターとエレベーターの設置された後の跨線橋ホール、2008年

1955年5月5日に、新しいハイデルベルク中央駅が連邦大統領テオドール・ホイス臨席により開業した。かつてハイデルベルクに数年間住んでいたことのある大統領は、ブルッフザールからの特別列車でハイデルベルクに到着した。実際の駅の営業は5月7日から8日にかけての夜から開始された。これは、旧駅まで暫定的に結んでいた2か所の築堤を撤去する必要があったためである。この築堤の下に、新駅への線路が既に建設されていた。営業開始初日には、分岐器に関する技術的な問題と、人員が新しい設備に慣れていなかったことにより、初期問題が発生した。新しいダイヤでは、それまでハイデルベルクの駅の容量問題によりハイデルベルクを迂回していた18本の長距離列車がハイデルベルクに停車するようになった。
新しい駅舎はドイツ連邦鉄道の重役、ヘルムート・コンラディ (Helmuth Conradi) が設計した。彼は1920年代にパウル・シュミッテナーやパウル・ボーナッツから建築を学び、シュトゥットガルト学派の影響を受けた。縦のガラスの壁を持つ駅舎は、ナチス時代にハンス・フレーゼが設計したように、線路に対して50度の角度を付けて建てられた。長さ53 mの南側の壁には、幅16 m、高さ12 mのホールの部分に、カール・ヨーゼフ・フーバーによる「ヘリオスと太陽の戦車」のズグラッフィートがある。線路に並行して2番目の建物があり、1階には小荷物および急行貨物の受付、待合室、レストラン、2階には連邦鉄道の管理事務所などが入っている。2つの建物の間の部分には両方につながる螺旋階段がある。駅舎から突き出して、全長91 m、幅20 mのプラットホームに通じる跨線橋ホールがある。このホールの屋根はプレストレスト・コンクリートによりカーブを描いた形で造られている。
1955年に開業した時点で、駅舎は「近づきづらいガラス箱」と批判を受けた。後に跨線橋ホールについては「建築上・運営上卓越している」と評価された。長いガラスのファサードはかつて鉄道の建物にはなかった「優雅さと明るさ」を持ち、「1950年代の建築の理想: 透明・明るさ・雄大さ」に対応していると言われた。バーデン＝ヴュルテンベルク州の歴史文化財事務所が2010年に発行した文献によれば、ガラスのファサードの新しさが、比較的強くネオクラシカルなコンクリートの屋根の支柱を備えた駅舎の垂直構造と対照をなしている。
中央継電連動信号扱所は駅舎に収容されている。旧駅に10か所あった信号扱所を置き換え、信号扱手の数をそれまでの45人から7人に削減した。西側にはアメリカ陸軍のために別にプラットホームを備えた専用地区があった。小荷物と郵便物を列車に積み込むために、2本の荷物用地下道が掘られた。それまで一般的であったエレベーターに代えて、プラットホームへの接続には坂道が用いられた。西側から来てハイデルベルク終着となる列車のために、機関区のそばに12本の番線を持つ留置線と車体洗浄設備、車両工場が設けられた。さらなる到着列車のために駅の東側に4本の留置線が設けられた。
新しいハイデルベルク中央駅は1955年から完全に電化されていたため、入換機関車としては電気機関車が使用されていた。最初にハイデルベルクに配置されたのはE69型で、1964年にE60型に置き換えられた。また1962年からはハイデルベルク機関区に初めて急行用の機関車としてE10型が、そして近郊用電車としてET56型が配置された。ハイデルベルクへの蒸気機関車の運行は1965年に終了し、石炭の取り扱い施設も1968年に閉鎖された。1970年時点では入換機関車と電車のみがハイデルベルクに配置されていた。1989年5月に機関区は廃止となった。
1966年にシュヴェツィンゲンへの支線が廃止となった。1991年にはマンハイム-シュトゥットガルト高速線が開業したが、同路線はマンハイムからシュトゥットガルトとカールスルーエを直線状に結ぶためにハイデルベルクを通らなかったため、多くの長距離列車がハイデルベルクに停車しなくなった。新しいハイデルベルク中央駅の開業40周年に際して、ハイデルベルクの新聞「ライン＝ネッカー＝ツァイトゥング」では、1955年時点での予想に反して、駅は国際鉄道輸送に不適合になってきているとした。2003年春にはバリアフリーのために、跨線橋ホールとプラットホームを結ぶエレベーターが設置された。長距離列車用のプラットホームについては、1987年時点でエスカレーターが設置されていた。2003年12月には、ハイデルベルクはラインネッカーSバーンの拠点となった。ドイツ鉄道の南西地区の信号扱いはカールスルーエに集約されたことから、中央信号扱所は2006年に機能を停止した。信号扱所の建物はそのまま存置されている。
1997年7月に郵便物の鉄道輸送が廃止になったことから、駅の南側、モンペリエ橋の近くにあった鉄道用の郵便局も廃止となった。同じく1997年には、マンハイム操車場に機能を譲って、ハイデルベルクの操車場と貨物駅は廃止となった。もともと1日2,500両を扱えるように設計されていたのだが、最後の頃は1日400 - 500両程度に過ぎなかった。貨物駅と機関区の跡地には、新しい街区としてバーンシュタット（鉄道の町という意味である）が設定され、最初の建物の建設が2010年に開始された。バーンシュタットの開発を促進するため、2011年1月から跨線橋ホールを南側へ伸ばす工事が行われている。

### 旧駅跡地の利用
1955年5月にハイデルベルク中央駅が移転したことで、24ヘクタールの鉄道用地が空いた。市議会はナチス時代からの計画を見直して1950年代初期に基本計画を策定した。計画には、70 m幅に及ぶ大規模な東西方向の連絡道路、クーアフュルステンアンラーゲが含まれていた。空いた用地のおよそ60パーセントが道路と広場の建設に用いられた。カール・ナインハウスは、1945年に市長を解任されてから7年後に再び市長に選出され、1955年に「新しい道路が短期間に多くの店の並ぶ活気のある場所となる」という期待を述べた。そして「町の特徴を一目で表す、名刺のようなものとなるだろう」とした。
1956年7月に、クーアフュルステンアンラーゲを通って新しい駅まで路面電車が開通した。新しい道路の建設はゆっくりと進み、特にハイデルベルク地方裁判所を含む公的機関の建物が並んでいった。1960年代初めに、かつての中央駅のあった場所にメングラーバウという建物が建てられ、これはこんにちにおいてもハイデルベルクにおいて唯一の高層住宅である。新しい駅前広場はヴィリー・ブラントにちなんで名づけられたが、それに向かって1990年に化学同業協会のビルが建てられた。印刷機の会社、ハイデルベルク印刷機械の事務所および訓練センターのビルが2000年に、Sプリンティングホースの彫像の前に建てられた。1993年5月からは、駅舎のすぐ北側に路面電車の停留所が設置され、ここにはオーバーライン鉄道の列車も発着する。このためにオーバーライン鉄道の線路がヴィープリンゲンへ向けて敷設され、中央駅において路面電車網と接続された。
クーアフュルステンアンラーゲの都市開発については、2010年には冷厳としたものだと評されている。店舗やカフェ、レストランなどが並ぶという期待は外れてしまった。交通量の多い通りは歩行者には魅力がなかった。地元紙「ライン＝ネッカー＝ツァイトゥング」は1995年に、駅は「西側に離れて少し遠すぎ、期待されたような強い引力がなかった」とした。期待されていた、ベルクハイムとヴェストシュタットの街区の統合は失敗し、クーアフュルステンアンラーゲに建てられた公的機関の建物は「とても味気ない」とされた。2011年にはクーアフュルステンアンラーゲ沿いの公的機関の建物の解体が始まった。今後これらの建物は住宅で置き換えられることになっており、これらの地区がもっと魅力的になるようにしようとしている。

## 運行

### 長距離

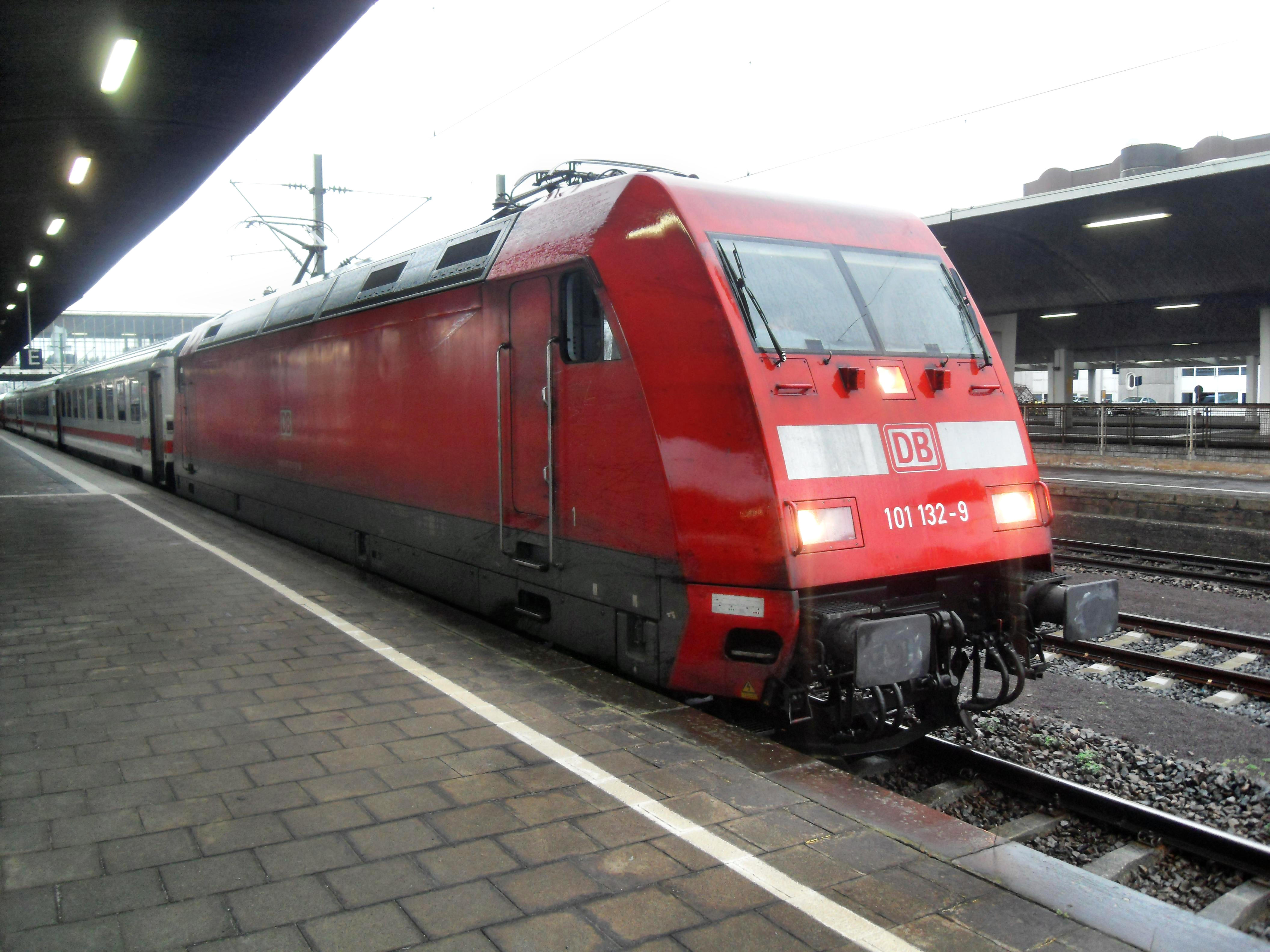
ハイデルベルク中央駅に停車しているユーロシティ

ハイデルベルク中央駅は主要な経済活動地で人気のある観光地でもあるハイデルベルクにあり、ドイツ鉄道の長距離列車網の一部となっている。ICE、インターシティ、ユーロシティなどの列車が停車する。
| 系統     | 経路 | 運転間隔   |
| -------- | --- | ---------- |
| ICE 22   | （キール） - ハンブルク - ハノーファー - ゲッティンゲン - カッセル＝ヴィルヘルムスヘーエ - フランクフルト・アム・マイン - フランクフルト空港遠距離 - マンハイム - ハイデルベルク - シュトゥットガルト | 一部の列車 |
| ICE 31   | キール - ハンブルク - ブレーメン - ミュンスター（ヴェストファーレン） - ドルトムント - エッセン - デュッセルドルフ - ケルン - コブレンツ - マインツ - フランクフルト・アム・マイン - マンハイム - ハイデルベルク - カールスルーエ - フライブルク - バーゼル | 一部の列車 |
| ICE 45   | ケルン - ケルン/ボン空港 - ヴィースバーデン - マインツ - マンハイム - ハイデルベルク - シュトゥットガルト | 一部の列車 |
| IC 26    | （オストゼーバート・ビンツ） - シュトラールズント - ロストック - ハンブルク - ハノーファー - ゲッティンゲン - カッセル＝ヴィルヘルムスヘーエ - ギーセン - フランクフルト・アム・マイン - ダルムシュタット - ハイデルベルク - カールスルーエ - （オッフェンブルク - コンスタンツ） | 2時間おき  |
| IC 30    | （ヴェスターラント（シルト）） - ハンブルク - ブレーメン - ミュンスター（ヴェストファーレン） - ドルトムント - エッセン - デュッセルドルフ - ケルン - コブレンツ - マインツ - マンハイム - ハイデルベルク - シュトゥットガルト | 2時間おき  |
| IC/EC 32 | ベルリン＝ズュートクロイツ - ベルリン中央 - ベルリン＝シュパンダウ - ヴォルフスブルク - ハノーファー - ヘルフォルト - ビーレフェルト - ドルトムント - エッセン - デュッセルドルフ - ケルン - コブレンツ - マインツ - マンハイム - ハイデルベルク - シュトゥットガルト - （1往復のみ ウルム - アウクスブルク - ミュンヘン - ザルツブルク - クラーゲンフルト、1往復のみ ウルム - リンダウ - インスブルック） | 2時間おき  |
| IC55     | ライプツィヒ - ハレ（ザーレ） - マクデブルク - ハノーファー - ドルトムント - デュッセルドルフ - ケルン - コブレンツ - マインツ - マンハイム - ハイデルベルク - シュトゥットガルト - ウルム - ケンプテン - オーバーストドルフ | 1往復      |
| IC/EC 62 | フランクフルト・アム・マイン - ダルムシュタット - ハイデルベルク - シュトゥットガルト - ウルム - アウクスブルク - ミュンヘン - ザルツブルク - （ウィーン西 / クラーゲンフルト） | 2時間おき  |
| IC 87    | フランクフルト・アム・マイン - ダルムシュタット - ハイデルベルク - シュトゥットガルト - ジンゲン（ホーエントヴィール） - シャッフハウゼン - チューリッヒ | 1往復      |

### ラインネッカーSバーン

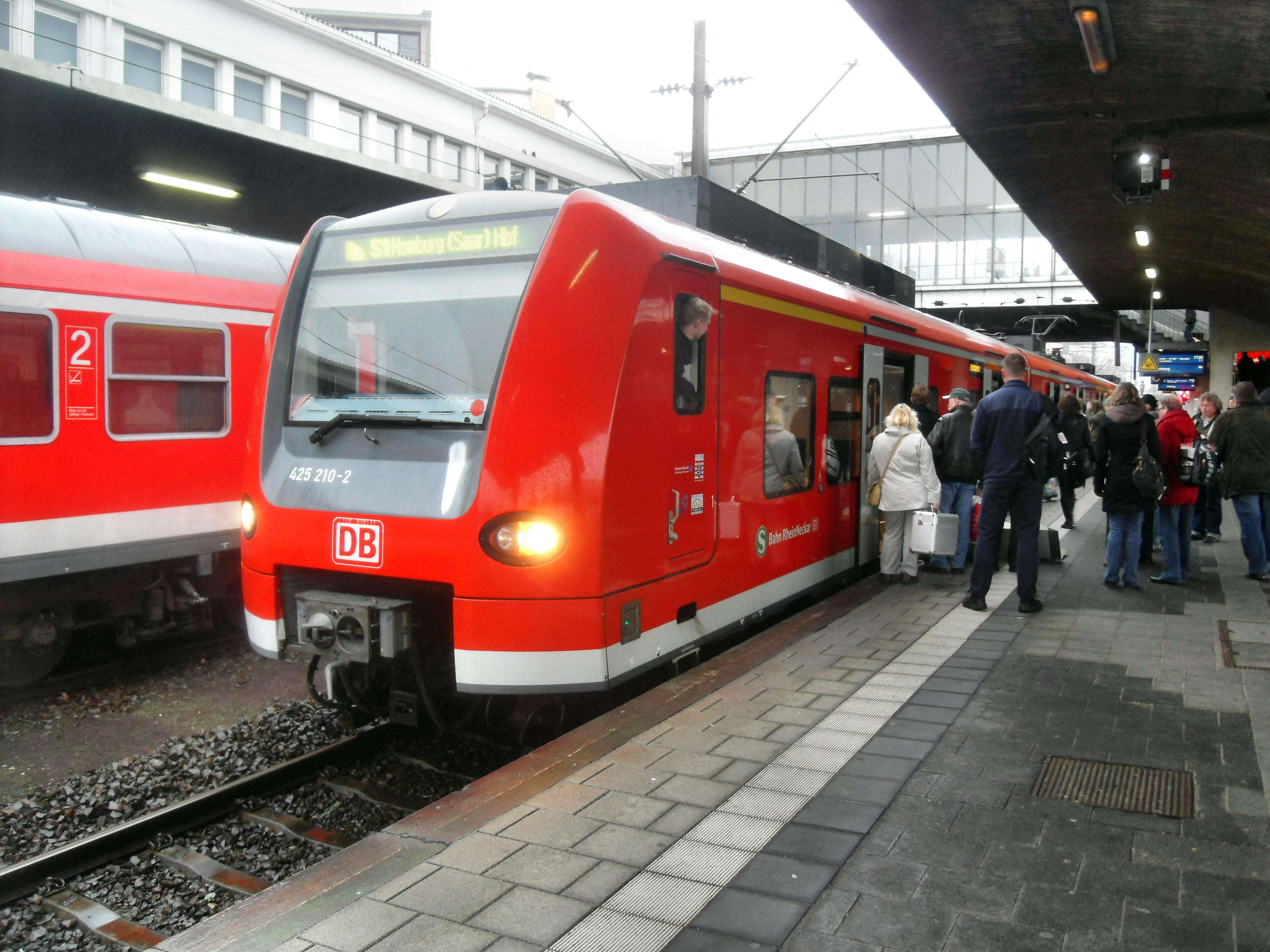
ラインネッカーSバーンS1系統のホンブルク（ザール）中央駅行き、425型電車

ハイデルベルク中央駅は地域交通にとっても重要である。DBレギオが2003年から運転しているラインネッカーSバーンの主要な拠点となっている。
| 系統 | 経路 |
| ---- | --- |
| S1   | ホンブルク（ザール） - カイザースラウテルン - ノイシュタット（ヴァインシュトラーセ） - ルートヴィヒスハーフェン（ライン） - マンハイム - ハイデルベルク - ネッカーゲミュント - エーバーバッハ - モースバッハ（バーデン） - オスターブルケン |
| S2   | カイザースラウテルン - ノイシュタット（ヴァインシュトラーセ） - ルートヴィヒスハーフェン（ライン） - マンハイム - ハイデルベルク - ネッカーゲミュント - エーバーバッハ - （モースバッハ（バーデン））                                       |
| S3   | ゲルマースハイム - シュパイアー - ルートヴィヒスハーフェン（ライン） - マンハイム - ヴィースロッホ＝ヴァルドルフ - ブルッフザール - カールスルーエ                                                                                          |
| S4   | ゲルマースハイム - シュパイアー - ルートヴィヒスハーフェン（ライン） - マンハイム - ハイデルベルク - ヴィースロッホ＝ヴァルドルフ - ブルッフザール                                                                                          |
| S5   | ハイデルベルク - ネッカーゲミュント - メッケスハイム - ジンスハイム（エルゼンツ） - エッピンゲン |
| S51  | （マンハイム） - ハイデルベルク - アーグラスターハウゼン |

### その他の近郊交通

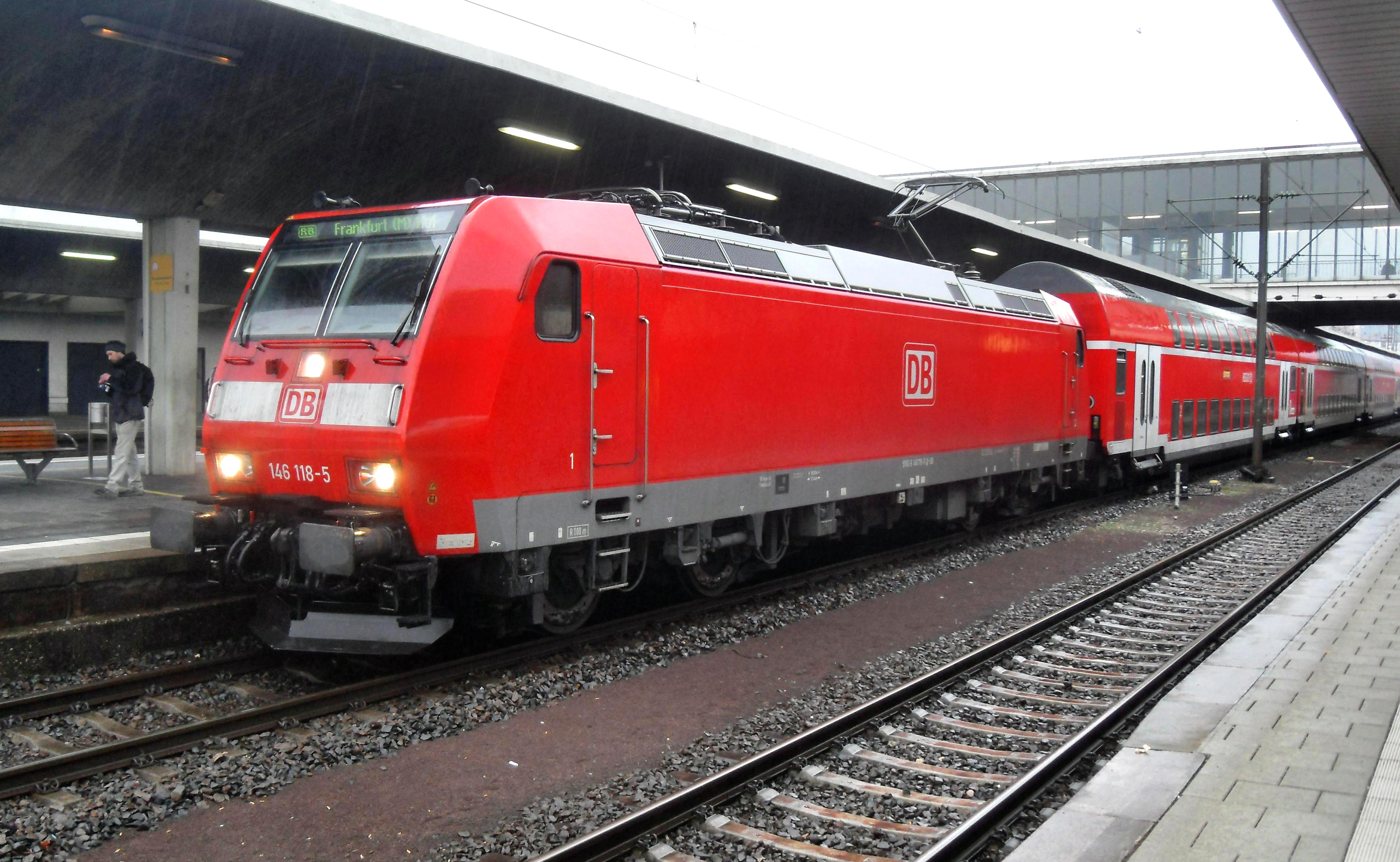
マイン-ネッカー線経由フランクフルト・アム・マイン中央駅行きレギオナルバーン、ボンバルディア・トランスポーテーションのTRAXX牽引

| 系統               | 経路 | 運転間隔  |
| ------------------ | --- | --------- |
| レギオエクスプレス | ハイデルベルク - ブルッフザール - ミュールアッカー - ファイヒンゲン（エンツ） - ビーティッヒハイム＝ビッシンゲン - シュトゥットガルト                                                              | 2時間おき |
| レギオエクスプレス | マンハイム - ハイデルベルク - ジンスハイム（エルゼンツ）/モースバッハ-ネッカーエルツ - バート・フリードリヒスハル＝ヤークストフェルト - ハイルブロン                                               | 1時間おき |
| レギオナルバーン   | フランクフルト・アム・マイン - ダルムシュタット - ベンスハイム - ヘッピンヘイム（ベルクシュトラーセ） - ヴァインハイム（ベルクシュトラーセ） - マンハイム＝フリードリヒスフェルト - ハイデルベルク | 1時間おき |